# Eliminatórias da Copa do Mundo FIFA de 2026 – UEFA (Grupo I)
O Grupo I das eliminatórias da UEFA para a Copa do Mundo FIFA de 2026 é formado por Estônia, Israel, Moldávia e Noruega e o perdedor das quartas de final da Liga das Nações, Itália.
O vencedor do grupo se classifica automaticamente para a Copa do Mundo de 2026, enquanto o segundo colocado avança para a segunda fase.

## Classificação
| Pos | Equipe   | Pts | J | V | E | D | GP | GC | SG  | Classificado               |  |        |        |        |        |        |
| --- | -------- | --- | - | - | - | - | -- | -- | --- | -------------------------- |  | ------ | ------ | ------ | ------ | ------ |
| 1   | Noruega  | 12  | 4 | 4 | 0 | 0 | 13 | 2  | +11 | Copa do Mundo FIFA de 2026 |  | —      | 11 Out | 3–0    | 13 Nov | 8 Set  |
| 2   | Israel   | 6   | 3 | 2 | 0 | 1 | 7  | 6  | +1  | Segunda fase               |  | 2–4    | —      | 8 Set  | 2–1    | 16 Nov |
| 3   | Itália   | 3   | 2 | 1 | 0 | 1 | 2  | 3  | −1  | Eliminado                  |  | 16 Nov | 14 Out | —      | 5 Set  | 2–0    |
| 4   | Estónia  | 3   | 4 | 1 | 0 | 3 | 5  | 8  | −3  | Eliminado                  |  | 0–1    | 1–3    | 11 Out | —      | 14 Out |
| 5   | Moldávia | 0   | 3 | 0 | 0 | 3 | 2  | 10 | −8  | Eliminado                  |  | 0–5    | 5 Set  | 13 Nov | 2–3    | —      |

## Partidas
A lista de jogos foi confirmada pela UEFA em 13 de dezembro de 2024 após o sorteio. Os horários são CET/CEST, conforme listados pela UEFA (os horários locais, se diferentes, estão entre parênteses).
| 22 de março de 2025 | Moldávia | 0 – 5                             | Noruega                                                            | Estádio Zimbru, Quixinau              |
| 18:00 (19:00 UTC+2) |          | Relatório (FIFA) Relatório (UEFA) | Ryerson 5' · Haaland 23' · Aasgaard 38' · Sørloth 43' · Dønnum 69' | Público: 9 342 Árbitro: SVN Matej Jug |

| 22 de março de 2025 | Israel                     | 2 – 1                             | Estónia      | Estádio Nagyerdei, Debrecen (Hungria)      |
| 20:45               | Hein 23' (g.c.) · Dasa 75' | Relatório (FIFA) Relatório (UEFA) | Paskotši 10' | Público: 270 Árbitro: MNE Nikola Dabanović |

| 25 de março de 2025 | Moldávia                        | 2 – 3                             | Estónia                               | Estádio Zimbru, Quixinau                    |
| 18:00 (19:00 UTC+2) | Nicolaescu 67' · Caimacov 90+1' | Relatório (FIFA) Relatório (UEFA) | Peetson 19' · Sappinen 30' · Käit 70' | Público: 6 112 Árbitro: BEL Lawrence Visser |

| 25 de março de 2025 | Israel                        | 2 – 4                             | Noruega                                                 | Estádio Nagyerdei, Debrecen (Hungria)      |
| 20:45               | Abu Fani 55' · Turgeman 90+3' | Relatório (FIFA) Relatório (UEFA) | Møller Wolfe 39' · Sørloth 59' · Ajer 65' · Haaland 83' | Público: 1 200 Árbitro: ENG Chris Kavanagh |

| 6 de junho de 2025  | Estónia  | 1 – 3                             | Israel                               | A. Le Coq Arena, Tallinn                  |
| 20:45 (21:45 UTC+3) | Käit 31' | Relatório (FIFA) Relatório (UEFA) | Biton 39', 49' · Abu Fani 89' (pen.) | Público: 5 967 Árbitro: FRA Willy Delajod |

| 6 de junho de 2025 | Noruega                              | 3 – 0                             | Itália | Estádio Ullevaal, Oslo                          |
| 20:45              | Sørloth 14' · Nusa 34' · Haaland 42' | Relatório (FIFA) Relatório (UEFA) |        | Público: 25 796 Árbitro: ESP José María Sánchez |

| 9 de junho de 2025  | Estónia | 0 – 1                             | Noruega     | A. Le Coq Arena, Tallinn                     |
| 20:45 (21:45 UTC+3) |         | Relatório (FIFA) Relatório (UEFA) | Haaland 62' | Público: 11 577 Árbitro: SRB Srđan Jovanović |

| 9 de junho de 2025 | Itália                       | 2 – 0                             | Moldávia | Mapei Stadium, Régio da Emília            |
| 20:45              | Raspadori 40' · Cambiaso 50' | Relatório (FIFA) Relatório (UEFA) |          | Público: 18 771 Árbitro: SUI Urs Schnyder |

| 5 de setembro de 2025 | Moldávia | –         | Israel | Estádio Zimbru, Quixinau |
| 20:45 (21:45 UTC+3)   |          | FIFA UEFA |        |                          |

| 5 de setembro de 2025 | Itália | –         | Estónia | Estádio Atleti Azzurri d'Italia, Bérgamo |
| 20:45                 |        | FIFA UEFA |         |                                          |

| 8 de setembro de 2025 | Israel | –         | Itália | Estádio Nagyerdei, Debrecen (Hungria) |
| 20:45                 |        | FIFA UEFA |        |                                       |

| 8 de setembro de 2025 | Noruega | –         | Moldávia | Estádio Ullevaal, Oslo |
| 20:45                 |         | FIFA UEFA |          |                        |

| 11 de outubro de 2025 | Noruega | –         | Israel | Estádio Ullevaal, Oslo |
| 18:00                 |         | FIFA UEFA |        |                        |

| 11 de outubro de 2025 | Estónia | –         | Itália | A. Le Coq Arena, Tallinn |
| 20:45 (21:45 UTC+3)   |         | FIFA UEFA |        |                          |

| 14 de outubro de 2025 | Estónia | –         | Moldávia | A. Le Coq Arena, Tallinn |
| 20:45 (21:45 UTC+3)   |         | FIFA UEFA |          |                          |

| 14 de outubro de 2025 | Itália | –         | Israel | Estádio Friuli, Údine |
| 20:45                 |        | FIFA UEFA |        |                       |

| 13 de novembro de 2025 | Noruega | –         | Estónia | Estádio Ullevaal, Oslo |
| 18:00                  |         | FIFA UEFA |         |                        |

| 13 de novembro de 2025 | Moldávia | –         | Itália | Estádio Zimbru, Quixinau |
| 20:45 (21:45 UTC+2)    |          | FIFA UEFA |        |                          |

| 16 de novembro de 2025 | Israel | –         | Moldávia | [ nota 2 ] |
| 20:45                  |        | FIFA UEFA |          |            |

| 16 de novembro de 2025 | Itália | –         | Noruega | San Siro, Milão |
| 20:45                  |        | FIFA UEFA |         |                 |

## Artilharia
4 gols
- NOR Erling Haaland

3 gols
- NOR Alexander Sørloth

2 gols
- EST Mattias Käit
- ISR Dan Biton
- ISR Mohammad Abu Fani

1 gol
- EST Maksim Paskotši
- EST Rasmus Peetson
- EST Rauno Sappinen
- ISR Dor Turgeman
- ISR Eli Dasa
- ITA Andrea Cambiaso
- ITA Giacomo Raspadori
- MDA Ion Nicolaescu
- MDA Mihail Caimacov
- NOR Antonio Nusa
- NOR Aron Dønnum
- NOR David Møller Wolfe
- NOR Julian Ryerson
- NOR Kristoffer Ajer
- NOR Thelo Aasgaard

Gols contra
- EST Karl Hein (para Israel)